# Roodhaar
Roodhaar is een personage uit de sciencefictionstripreeks Storm. Zij is de reisgenote van astronaut en tijdreiziger Storm. Roodhaar werd geboren op aarde, enkele miljoenen jaren nadat bijna de volledige wereldbevolking uitgeroeid werd door een uitbarsting van neutronenstraling.

## Biografie
In een periode waarin de mensheid gecontroleerd wordt door een buitenaards ras groeit Roodhaar op in een afgezonderde stam, maar wordt ze gevangengenomen door een rivaliserende stam. Ze weet met behulp van Storm te ontsnappen en besluit om met hem mee te reizen. Ze vergezelt hem ook op zijn tweede reis naar de grote rode vlek, waarbij ze miljoenen jaren in de toekomst reizen. Wanneer Storm door een trekstraal, afkomstig van Pandarve, wordt gegrepen, weet ze hem net op tijd vast te pakken en wordt ze meegesleurd naar Pandarve. Hier raakt ze buiten bewustzijn en Storm verliest haar uit het oog. Ze wordt gevangengenomen door gardisten van Marduk, maar weet te ontsnappen. Later wordt ze herenigd met Storm en samen met hem en Nomad reist ze verder door het luchtbeluniversum van Pandarve op zoek naar een nieuwe thuis, op de hielen gezeten door Marduk.

## Kenmerken
Roodhaar is een begenadigd boogschutter en bijzonder strijdvaardig. Het is aan te nemen dat ze een oogje op Storm heeft, maar van een relatie tussen de twee wordt niet gesproken. Pas aan het einde van "De Armageddon Reiziger" kust Roodhaar Storm voor het eerst.
Roodhaar heeft rode haren en kleedt zich bij voorkeur luchtig.